# Сірникова коробка

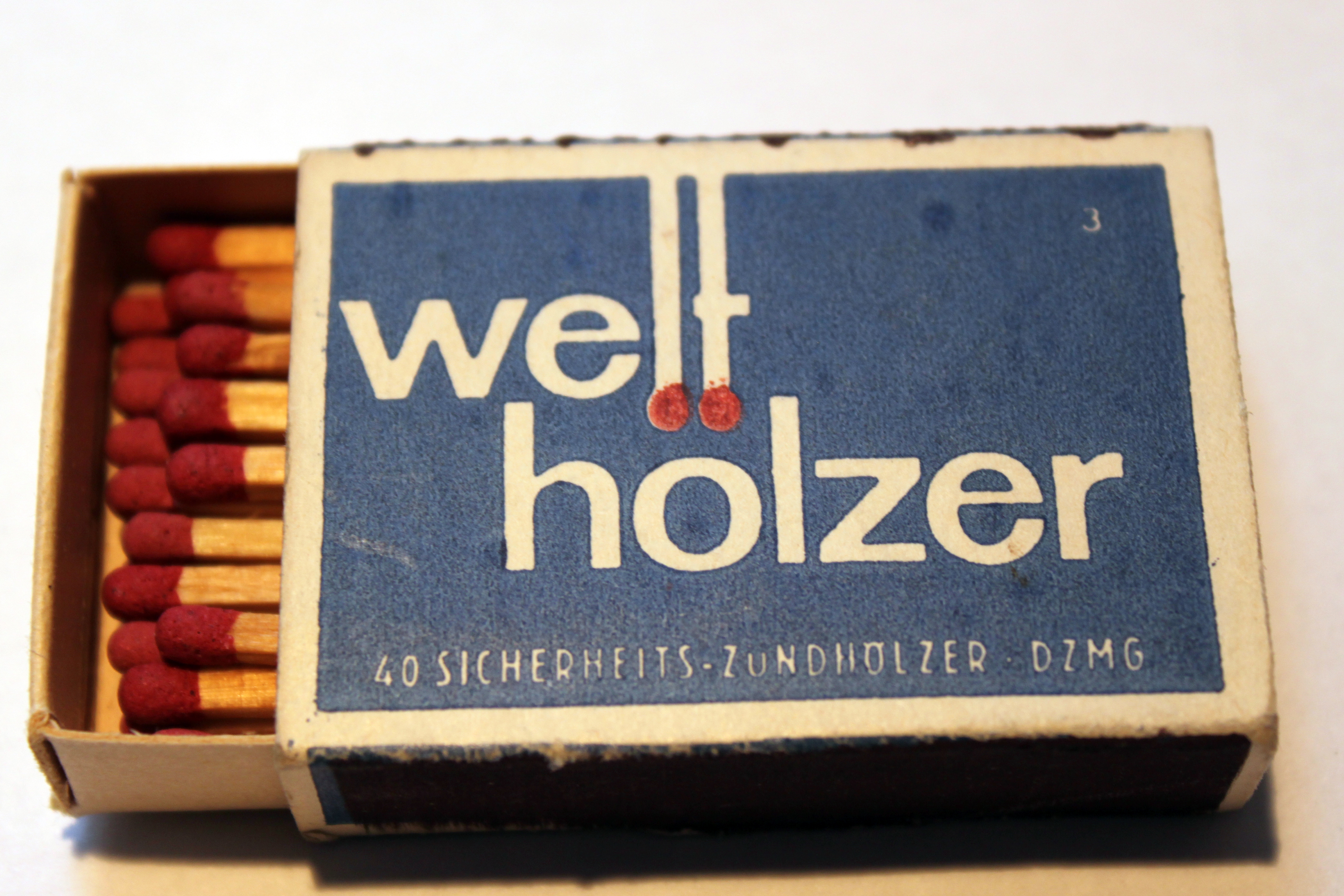
Німецька сірникова коробка, що містить безпечні сірники.

Сірникова коробка – коробка з картону або деревини, призначена для зберігання сірників. Зазвичай вона має на боці грубу поверхню для черкання, для запалення сірників, що містяться всередині. 

## Сірникова етикетка
Сірникова етикетка є елементом сірникової коробки, що зазвичай містить опис сірників як товару і візуальну художню композицію. Художня композиція може бути як пов'язаною з темою сірників, так і мати окрему тематику. Зазвичай сірникові етикетки ілюструються малюнками в яскравих тонах, малюнки утворюють мініатюрну художню композицію. 